# Backstage (álbum)
Backstage (en español: Trasvestidores) es el quinto álbum de estudio de la cantante estadounidense Cher, lanzado en julio de 1968 por Imperial Records. Es en su totalidad un álbum de versiones.

## Información del álbum
Backstage fue lanzado en el mundo en julio de 1968, fue producido una vez más por Sonny Bono, junto con Denis Pregnolato y Harold Battiste. Fue el último álbum lanzado por la cantante a través de la compañía Imperial Records y su subsidiaria, Liberty Records.
Backstage no logró repetir el éxito de sus antecesores, aun teniendo dos sencillos promocionales: “The Click Song” y “Take Me For A Little While” que igualmente, fracasaron y no lograron ingresar a ninguna lista de popularidad del mundo.
Ese mismo año, Cher grabó tres canciones adicionales: “Yours Until Tomorrow”, “The Thought Of Loving You” y “Gentle Foe”. La primera canción fue lanzada en el lado B de la segunda, mientras que “Gentle Foe” fue utilizada en la banda sonora del documental Once Upon A Wheel.
En 2007 el álbum fue relanzado junto con Golden Greats.

## Lista de canciones
Lado A
1. "Go Now" (Larry Banks, Milton Bennett) – 3:56
2. "Carnival"  (Luiz Bonfá, Antônio Maria) – 3:26
3. "It All Adds Up Now" (Sham) – 2:57
4. "Take Me For A Little While" (Trade Martin) – 2:40
5. "Reason to Believe" (Tim Hardin) – 2:26
6. "Masters of War" (Bob Dylan) – 4:09

Lado B
1. "Do You Believe In Magic" (John Sebastian) – 2:36
2. "I Wasn't Ready"  (Creaux, Hill) – 2:59
3. "House Is Not A Home" (Burt Bacharach, Hal David) – 2:14
4. "Click Song" (Miriam Makeba) – 2:53
5. "Impossible Dream" (Joe Darion, Mitch Leigh) – 2:26
6. "Song Called Children " (West) – 3:35

## Créditos
Personal
- Cher - voz principal

Producción
- Sonny Bono - productor discográfico
- Harold Battiste - productor discográfico
- Denis Pregnolato - productor discográfico
- Stan Ross - ingeniero de sonido

Diseño
- Sonny Bono - fotografía
- Woody Woodward - dirección de arte